# Dysauxes ochrea
Dysauxes ochrea är en fjärilsart som beskrevs av Philip Miller 1873. Dysauxes ochrea ingår i släktet Dysauxes och familjen björnspinnare. Inga underarter finns listade i Catalogue of Life.